# Pawłówka (Bartoszyce)
Pawłówka (deutsch Paulienen) war ein Ort in der polnischen Woiwodschaft Ermland-Masuren. Seine Ortsstelle liegt im Bereich der Gmina Bartoszyce (Landgemeinde Bartenstein) im Powiat Bartoszycki (Kreis Bartenstein (Ostpr.)).

## Geographische Lage
Die Ortsstelle Pawłówkas liegt in der nördlichen Mitte der Woiwodschaft Ermland-Masuren, 13 Kilometer südöstlich und 27 Kilometer südwestlich der früheren und heute auf russischem Hoheitsgebiet gelegenen Kreisstädte  Preußisch Eylau (heute russisch Bagrationowsk) bzw. Friedland (russisch Prawdinsk) sowie sechs Kilometer nordwestlich der heutigen Kreismetropole Bartoszyce (deutsch Bartenstein).

## Geschichte
Erstmals genannt wurde das Vorwerk Paulinen (so die Schreibweise vor 1665) im Jahre 1484. Am 13. Dezember 1873 wird erwähnt, dass aus dem „Gutsbezirk Paulienen“ das Vorwerk Schonklitten (polnisch Wysieka) als selbständiger Gutsbezirk herausgegliedert wurde. Als 1874 der Amtsbezirk Borken (polnisch Borki) im ostpreußischen Kreis Preußisch Eylau gebildet wurde, wurde Paulienen eingegliedert.
Am 1. Juli 1909 wurde der Gutsbezirk Paulienen aus dem Kreis Preußisch Eylau in den Kreis Friedland (ab 1927 Kreis Bartenstein) in den dortigen Amtsbezirk Markienen (polnisch Markiny) umgegliedert. Die Zahl der Einwohner Paulienens belief sich im Jahre 1910 auf 44.
Die Eigenständigkeit Paulienens währte bis zum 30. September 1928. An diesem Tag schlossen sich die Landgemeinden Groß Kärthen (polnisch Kiertyny Wielkie) und Klein Kärthen (Kiertyny Małe) mit den Gutsbezirken Markienen (Markiny) und Paulienen zur neuen Landgemeinde Markienen zusammen.
1945 kam Paulienen in Kriegsfolge mit dem gesamten südlichen Ostpreußen zu Polen. Der kleine Ort wurde wieder eigenständig, aber wohl nicht mehr besiedelt. Jedenfalls findet sich der in die polnische Form veränderte Name „Pawłówka“ nicht offiziell genannt. Der Ort ist unbewohnt, gilt als verwaist und untergegangen.

## Kirche
Bis 1945 war Paulienen in die Evangelische Kirche Borken (Ostpreußen) (polnisch Borki) in der Kirchenprovinz Ostpreußen der Kirche der Altpreußischen Union, außerdem in die römisch-katholische Kirche Landsberg (polnisch Górowo Iławeckie) im damaligen Bistum Ermland eingepfarrt.

## Verkehr
Die Ortstelle Pawłówkas ist heute nicht mehr erkennbar. Zu ihr führt ein Landweg von Markiny (Markienen) aus.